# Yann de L’Écotais
Yann de L’Écotais (* 14. November 1940 in Marseille; † 23. Oktober 2008 in Paris) war ein französischer Journalist und Schriftsteller.

## Biografie
Nach einem Studium mit Diplom an der ESSEC trat er 1963 bei der Presseagentur AFP ein. 1965 wurde er Europakorrespondent für AFP in Brüssel. 1973 wechselte er zur Tageszeitung Le Figaro, wo er 1975 Redaktionsleiter für Wirtschaft und Soziales wurde. 1977 wurde er Chefredakteur bei Radio Monte Carlo. 1978 wurde er Chefredakteur bei L’Express. Anfang der 1990er Jahre geriet das Blatt in wirtschaftliche Turbulenzen, der Besitz wechselte zum britischen Finanzier Jimmy Goldsmith und von dort zu Pierre Suard, dem Generaldirektor von Alcatel. Die Redaktion war starkem Druck ausgesetzt; De L’Écotais engagierte sich in dieser Situation für die redaktionelle Unabhängigkeit, musste die Zeitung jedoch 1994 verlassen.
Danach betätigte er sich als freier Schriftsteller, schrieb weiterhin über Politik und wandte sich auch der Romanschriftstellerei zu. Er verfasste unter anderem einen großen historischen Roman, Les mémoires de Porthos, sowie eine dreibändige Familiensaga, die in Marseille spielt, Le vieux port.
Yann de L’Écotais starb am 23. Oktober 2008 an Lungenkrebs.

## Werke
- Essays zu Politik und Wirtschaft
  - L’Europe sabotée, 1975
  - Naissance d’une nation, 1990
  - L’Urgence: le chômage n’est pas une fatalité, 1993
  - La Seccotine est irremplaçable, 1999
  - Car nous vivrons toujours ensemble, erschienen 2008 bei éditions Ecriture.
  - L’Europe racontée en famille, gemeinsam mit seiner Tochter Muriel de l’Écotais. Paris: Plon 2008

- Romane
  - Les Herbes de Provence, Paris 1996: Flammarion, ISBN 978-2080674173
  - Dernière chance, Paris 1998: Flammarion, ISBN 978-2080675903
  - Gène de la violence, 1998: Éditions Hors Commerce[2], ISBN 978-2910599256
  - Mortelles Cliniques, 1999: Hors Commerce, ISBN 978-2910599485
  - Politique rouge sang, Paris 2002: Plon, ISBN 978-2259196536
  - Le vieux port Paris 2002: Collection Pocket
    - Band 1: ISBN 978-2266108638
    - Band 2: Notre dame de la garde, ISBN 978-2266108645
    - Band 3: Avenue du prado, ISBN 978-2266108652

  - Les mémoires de Porthos, Paris 2006: Plon, ISBN 978-2259202282

## Hinweise und Einzelnachweise
1. ↑  chef du service économique et social
2. ↑  Das Buch ist nicht vergriffen, der Verlag heißt so: siehe

| Personendaten    | Personendaten            |
| ---------------- | ------------------------ |
| NAME             | L’Écotais, Yann de       |
| KURZBESCHREIBUNG | französischer Journalist |
| GEBURTSDATUM     | 14. November 1940        |
| GEBURTSORT       | Marseille                |
| STERBEDATUM      | 23. Oktober 2008         |
| STERBEORT        | Paris                    |